# Джулія Гарнер
Джулія Гарнер (англ. Julia Garner; нар. 1 лютого 1994, Нью-Йорк, США) — американська акторка та модель. Найбільш відома за роллю Рут Ленгмор в кримінальній драмі «Озарк» від Netflix, за яку отримала визнання критики й здобула премію «Золотий глобус» (2023), а також три премії «Еммі» (2019, 2020, 2022) як найкраща акторка другого плану в драматичному серіалі.
Гарнер також зіграла ролі в історико-драматичному шпигунському телесеріалі «Американці» (2015—2018) від FX, драмедійному мінісеріалі «Маніяк» (2018) від Netflix і кримінальному серіалі «Брудний Джон» (2018—2019) від Bravo.
Гарнер з'явилася у фільмах «Марта, Марсі Мей, Марлен» (2011), «Переваги скромників» (2012), «Місто гріхів 2: Жінка, заради якої варто вбивати» (2014), а також зіграла головні ролі у фільмах «Уже не діти» (2012), «Ми такі, які є» (2013), «Бабуся» (2015), «Рудим тут не місце» (2017) і «Асистентка» (2019).

## Ранні роки
Народилася в Рівердейлі, Нью-Йорк. Її мати — Тамі Гінгольд— терапевтка, яка мала успішну кар'єру комікеси на її батьківщині— Ізраїлі. Її батько Томас Гарнер — художник і вчитель малювання родом із Шейкер-Гайтс (Огайо), єврей за походженням. Вона має старшу сестру Анну, яка є сценаристкою і продюсеркою.

## Кар'єра
Гарнер почала брати уроки акторської майстерності в 15 років, щоб побороти сором'язливість. В 17 років вона дебютувала на великому екрані у фільмі Шона Деркіна «Марта, Марсі Мей, Марлен», зігравши роль Сари.
У 2012 році режисер Девід Чейз запросив її зіграти малу роль у фільмі «Не зникай», написану спеціально для неї. У тому ж році вона виконала свою першу головну роль у фільмі «Уже не діти». В 2013 році Гарнер разом з Ешлі Белл зіграла головну роль у фільмі жахів «Останнє вигнання диявола: Друге пришестя», а також знялася в головній ролі в американському римейку мексиканського горору «Ми такі, які є».
У 2014 році Гарнер знялася в фільмі «Місто гріхів 2: Жінка, заради якої варто вбивати», де зіграла нову персонажку Марсі. Ці зйомки стали для неї першим досвідом роботи з технологією хромакей.
В 2015 році Гарнер зіграла другорядну роль в третьому сезоні історико-драматичного шпигунського телесеріалу «Американці» від FX, після чого продовжила повертатись в шоу з періодичними появами з четвертого по шостий сезони.
У 2016 році вона мала дебютувати в офф-Бродвейському театрі MCC Theater у виставі Ноя Гейдла «Smokefall», але їй довелося залишити репетиції через конфлікт у графіках.
З 2017 року Гарнер грає роль Рут Ленгмор в кримінальній драмі «Озарк» від Netflix разом із Джейсоном Бейтманом і Лорою Лінні. Ця роль принесла їй визнання критики і прайм-тайм премію «Еммі» за найкращу жіночу роль другого плану в драматичному серіалі.
У 2018 році Гарнер з'явилася в мінісеріалі «Маніяк» від Netflix, в якому зіграла Еллі — сестру персонажки Емми Стоун. Також вона регулярно з'являється в кримінальному серіалі «Брудний Джон» (2018-) від Bravo, де грає роль Терри Ньюелл— дочки персонажки Конні Бріттон.
В жовтні 2019 року Гарнер затверджена на головну роль Анни Сорокін у драматичному мінісеріалі Шонди Раймс «Вигадана Анна», що з'явився на Netflix у 2022 році.
У 2022 році Гарнер отримала роль у трилері «Квартира 7А», який є приквелом «Дитини Розмарі» та вийшов у 2024 році.
У квітні 2024 року Гарнер отримала роль Срібної Серферки у фільмі «Фантастична четвірка: Перші кроки» кіновсесвіту Marvel.

## Особисте життя
З грудня 2019 року Гарнер одружена з музикантом Марком Фостером — головним вокалістом рок-гурту Foster the People.

## Фільмографія

### Фільми
| Рік  |    | Українська назва                                 | Оригінальна назва                | Роль                |
| ---- | -- | ------------------------------------------------ | -------------------------------- | ------------------- |
| 2010 | кф | Мрійник                                          | The Dreamer                      | дівчина на тротуарі |
| 2010 | кф | Одна тисяча кранів                               | One Thousand Cranes              | Доріан              |
| 2011 | ф  | Марта, Марсі Мей, Марлен                         | Martha Marcy May Marlene         | Сара                |
| 2012 | ф  | Уже не діти                                      | Electrick Children               | Рейчел МакНайт      |
| 2012 | ф  | Переваги скромників                              | The Perks of Being a Wallflower  | Сюзан               |
| 2012 | ф  | Не зникай                                        | Not Fade Away                    | дівчина в машині    |
| 2013 | ф  | Ми такі, які є                                   | We Are What We Are               | Роуз Паркер         |
| 2013 | ф  | Останнє вигнання диявола: Друге пришестя         | The Last Exorcism Part II        | Гвен                |
| 2013 | ф  |                                                  | Hair Brained                     | Шона Голдер         |
| 2014 | ф  | Я вірю в єдинорогів                              | I Believe in Unicorns            | Кессіді             |
| 2014 | ф  | Місто гріхів 2: Жінка, заради якої варто вбивати | Sin City: A Dame to Kill For     | Марсі               |
| 2015 | ф  | Бабуся                                           | Grandma                          | Сейдж               |
| 2016 | ф  | Хороші діти                                      | Good Kids                        | Тінслі              |
| 2017 | ф  |                                                  | Tomato Red                       | Джемалі Меррідю     |
| 2017 | ф  |                                                  | One Percent More Humid           | Кетрін              |
| 2017 | ф  |                                                  | Everything Beautiful Is Far Away | Рола                |
| 2019 | ф  | Асистентка                                       | The Assistant                    | Джейн               |
| 2023 | ф  | Королівський готель                              | The Royal Hotel                  | Ганна               |
| 2024 | ф  | Квартира 7А                                      | Apartment 7A                     | Террі Джіоноффріо   |
| 2025 | ф  | Людина-вовк                                      | Wolf Man                         | Шарлотта            |
| 2025 | ф  | Фантастична четвірка: Перші кроки                | The Fantastic Four: First Steps  | Шалла Бел           |
| 2025 | ф  | Зброя                                            | Weapons                          | Жюстін              |

### Телебачення
| Рік       |    | Українська назва             | Оригінальна назва  | Роль                                                                |
| --------- | -- | ---------------------------- | ------------------ | ------------------------------------------------------------------- |
| 2015—2018 | с  | Американці                   | The Americans      | Кімберлі Бріленд (10 епізодів)                                      |
| 2016      | с  | Дівчата                      | Girls              | сусідка Чарлі (Епізод: «The Panic in Central Park»)                 |
| 2016—2017 | с  |                              | The Get Down       | Клавдія Ганнс (2 епізоди)                                           |
| 2017—2022 | с  | Озарк                        | Ozark              | Рут Ленгмор (44 епізоди)                                            |
| 2018      | с  | Вейко                        | Waco               | Мішель Джонс (6 епізодів)                                           |
| 2018      | с  | Маніяк                       | Maniac             | Еллі Ландсберг (5 епізодів)                                         |
| 2018—2019 | с  | Брудний Джон                 | Dirty John         | Терра Ньюелл (8 епізодів)                                           |
| 2019      | с  | Сучасне кохання              | Modern Love        | Медді (2 епізоди)                                                   |
| 2020      | мс | Робоцип                      | Robot Chicken      | різні ролі (Епізод: «Callie Greenhouse in: Fun. Sad. Epic. Tragic») |
| 2022      | с  | Вигадана Анна                | Inventing Anna     | Анна Делві (9 епізодів)                                             |
| 2023      | с  | Королівські перегони Ру Пола | RuPaul's Drag Race | гостьова суддя (Епізод: «The Crystal Ball»)                         |

## Нагороди й номінації
| Нагорода                       | Рік  | Категорія                                                                | Робота        | Результат |
| ------------------------------ | ---- | ------------------------------------------------------------------------ | ------------- | --------- |
| Золотий глобус                 | 2021 | Найкраща жіноча роль другого плану в серіалі, мінісеріалі або телефільмі | Озарк         | Номінація |
| Золотий глобус                 | 2023 | Найкраща жіноча роль другого плану в серіалі, мінісеріалі або телефільмі | Озарк         | Перемога  |
| Золотий глобус                 | 2023 | Найкраща жіноча роль в серіалі, мінісеріалі або телефільмі               | Вигадана Анна | Номінація |
| Еммі                           | 2019 | Найкраща жіноча роль другого плану в драматичному телесеріалі            | Озарк         | Перемога  |
| Еммі                           | 2020 | Найкраща жіноча роль другого плану в драматичному телесеріалі            | Озарк         | Перемога  |
| Еммі                           | 2022 | Найкраща жіноча роль другого плану в драматичному телесеріалі            | Озарк         | Перемога  |
| Еммі                           | 2022 | Найкраща жіноча роль у мінісеріалі або серіалі-антології, або телефільмі | Вигадана Анна | Номінація |
| Премія Гільдії кіноакторів США | 2019 | Найкраща жіноча роль у драматичному телесеріалі                          | Озарк         | Номінація |
| Премія Гільдії кіноакторів США | 2019 | Найкращий акторський склад у драматичному телесеріалі                    | Озарк         | Номінація |
| Премія Гільдії кіноакторів США | 2021 | Найкращий акторський склад у драматичному телесеріалі                    | Озарк         | Номінація |
| Премія Гільдії кіноакторів США | 2021 | Найкраща жіноча роль у драматичному телесеріалі                          | Озарк         | Номінація |
| Премія Гільдії кіноакторів США | 2023 | Найкраща жіноча роль у драматичному телесеріалі                          | Озарк         | Номінація |
| Премія Гільдії кіноакторів США | 2023 | Найкращий акторський склад у драматичному телесеріалі                    | Озарк         | Номінація |
| Премія Гільдії кіноакторів США | 2023 | Найкраща жіноча роль у мінісеріалі або телефільмі                        | Вигадана Анна | Номінація |
| Вибір телевізійних критиків    | 2019 | Найкраща жіноча роль другого плану в мінісеріалі, або телефільмі         | Брудний Джон  | Номінація |
| Вибір телевізійних критиків    | 2019 | Найкраща жіноча роль другого плану в драматичному телесеріалі            | Озарк         | Номінація |
| Вибір телевізійних критиків    | 2021 | Найкраща жіноча роль другого плану в драматичному телесеріалі            | Озарк         | Номінація |
| Вибір телевізійних критиків    | 2023 | Найкраща жіноча роль другого плану в драматичному телесеріалі            | Озарк         | Номінація |
| Вибір телевізійних критиків    | 2023 | Найкраща жіноча роль у мінісеріалі або телефільмі                        | Вигадана Анна | Номінація |
| Незалежний дух                 | 2021 | Найкраща жіноча роль                                                     | Асистентка    | Номінація |